# Лариса (аеропорт)
Національний аеропорт Лариса (грец. Κρατικός Αερολιμένας Λάρισσας “Θεσσαλία”) (IATA: АСГ, ICAO: LGLR) було побудовано в 1912. Використовувався як комерційний аеропорт Лариса до 1997 року, після чого було зачинено. Наразі аеропорт використовується тільки військовими літаками. Найдовша злітно-посадкова смуга (08/26) зачинена. 